# Elisara Janewa
Elisara Janewa (bulgarisch Елизара Янева; * 21. März 2007) ist eine bulgarische Tennisspielerin.

## Karriere
Janewa begann mit fünf Jahren mit dem Tennisspielen und bevorzugt Hartplätze. Sie spielt hauptsächlich auf der ITF Women’s World Tennis Tour, wo sie bisher zwei Turniersiege im Einzel erringen konnte.
2023 bis Anfang 2025 spielte Janewa bei allen vier Grand-Slam-Turnieren in den Juniorinnenwettbewerben. Dabei konnte sie in Wimbledon im Juniorinnendoppel das Achtelfinale und bei den Australian Open im Juniorinnendoppel das Viertelfinale erreichen.
2025 gewann sie im Februar ihre ersten beiden ITF-Titel im Einzel.

## Turniersiege

### Einzel
| Nr. | Datum            | Turnier | Kategorie | Belag     | Finalgegnerin       | Ergebnis      |
| --- | ---------------- | ------- | --------- | --------- | ------------------- | ------------- |
| 1.  | 16. Februar 2025 | Manacor | ITF W15   | Hartplatz | Astrid Lew Yan Foon | 5:1 Aufgabe   |
| 2.  | 23. Februar 2025 | Manacor | ITF W15   | Hartplatz | Britt du Pree       | 2:6, 6:4, 6:3 |

## Karrierestatistik und Turnierbilanz

### Juniorinneneinzel
| Turnier         | 2023 | 2024 | 2025 | Karriere |
| --------------- | ---- | ---- | ---- | -------- |
| Australian Open | 2    | 1    | 2    | 2        |
| French Open     | —    | 2    | 2    | 2        |
| Wimbledon       | —    | 1    | AF   | AF       |
| US Open         | 2    | 1    |      | 2        |

Zeichenerklärung: S = Turniersieg; F, HF, VF, AF = Einzug ins Finale / Halbfinale / Viertelfinale / Achtelfinale; 1, 2, 3 = Ausscheiden in der 1. / 2. / 3. Hauptrunde; nicht ausgetragen

### Juniorinnendoppel
| Turnier         | 2023 | 2024 | 2025 | Karriere |
| --------------- | ---- | ---- | ---- | -------- |
| Australian Open | 1    | 1    | VF   | VF       |
| French Open     | —    | 1    | AF   | AF       |
| Wimbledon       | —    | AF   | —    | AF       |
| US Open         | 1    | 1    |      | 1        |